# White America
White America è un brano musicale di Eminem. Fa parte del suo quarto album in studio, The Eminem Show, registrato nel 2002. Il titolo è traducibile come "America bianca", ovvero dei bianchi americani (White Americans).

## Descrizione
Questa canzone, sebbene non una delle più famose del rapper, ha suscitato molte critiche: il testo descrive non solo l'ipocrisia che si nasconde dietro l'apparente democrazia perfetta e libertà di parola degli Stati Uniti, i quali vengono ridicolizzati con ironia nel corso della canzone dall'autore, cosa che accade anche nel video musicale, dove lo Zio Sam viene prima mostrato su di un manifesto di propaganda sul quale appare la scritta "I'll kill you" ("Ti Ucciderò") mentre mostra il dito medio. Successivamente, nella parte finale del video, lo stesso viene raffigurato con il suo solito abbigliamento patriottico come un maiale retto da dei fili che tiene una conferenza stampa mentre dietro di lui si intravede la Casa Bianca ricoperta di denaro e l'esplosione di una bomba atomica. La canzone descrive anche come veniva considerato Eminem prima e dopo esser diventato famoso: egli spiega che prima di diventare una star, nessuna casa discografica voleva firmargli un contratto, e che a nessuno importava il colore della sua pelle (cosa per il quale è stato criticato in modo abbastanza aggressivo nel corso degli anni, anche dal rapper Benzino, il quale ha affermato che "se Eminem non fosse nato bianco, non avrebbe mai venduto così tanti dischi"). Poi Shady racconta di quando è stato scoperto da Dr. Dre, affermando che quest'ultimo sia stato l'unica persona a credere in lui e dargli la possibilità di incidere il suo primo disco.
Nonostante la canzone possa presentare alcuni contenuti di tipo razziale, Marshall Mathers non fa altro che scherzare sul colore della sua pelle e dei suoi occhi azzurri, del fatto che i giovani lo considerano come un modello da seguire, un "guru" da prendere come esempio, ma soprattutto mette in evidenza il fatto che essendo di colore bianco, l'unione (e di certo non la divisione) tra le due etnie, quella bianca e quella nera, che lui cerca di trasmettere attraverso la musica, vengono fraintese ed interpretate sempre con toni negativi anche dagli stessi bianchi (vi è un riferimento anche nel video, dove, nella parte iniziale, vengono mostrati vari poster di Eminem vicino alla spazzatura, simbolo dell'odio che alcuni hanno verso il suo modo di esprimersi, soprattutto le categorie dei genitori e dei politici).
(Ritornello della canzone)
(Ritornello della canzone tradotto in italiano)

## Video musicale
Sebbene l'unico video ad essere stato pubblicato dal canale YouTube ufficiale del rapper è quello della versione censurata, è possibile trovare, sempre sulla famosa piattaforma di video sharing, la versione integrale del video musicale. Stranamente nella versione censurata, sebbene nel video vengano censurati varie scene esplicite, come il dito medio dello Zio Sam, il pestaggio di un ragazzo africano da parte di due poliziotti e varie parolacce, l'immagine di un ragazzo che viene impiccato e che rimane a penzolare da una forca durante una guerriglia, non è stata censurata in alcun modo.